# Flegmóna

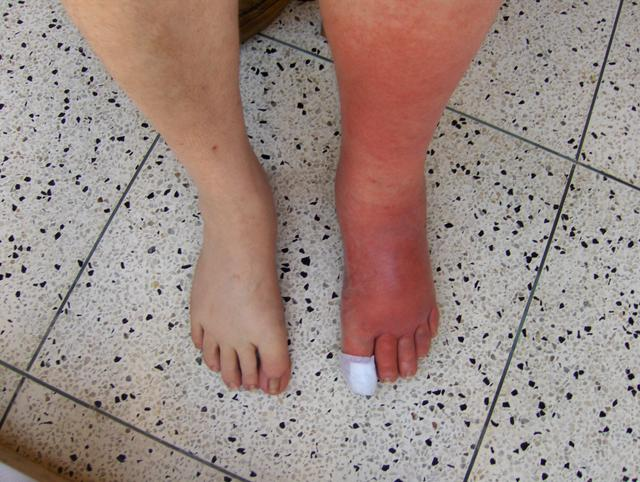
Flegmóna (celulitis) levé nohy.

Flegmóna (phlegmona) je neohraničený bakteriální zánět šířící se měkkými tkáněmi, zvaný také celulitis. Je to hnisavé prosáknutí tkáně. Během několika hodin se může rozšířit do celé končetiny. Končetina oteče, zrudne a bývá znatelně teplejší než zbylé končetiny. Velmi často se objeví horečka. Flegmóna vyžaduje léčbu antibiotiky a poměrně často i chirurgické ošetření. V případě, že se léčba zanedbá či přijde pozdě, může postižený o končetinu přijít.